# Escola Profissional Masculina

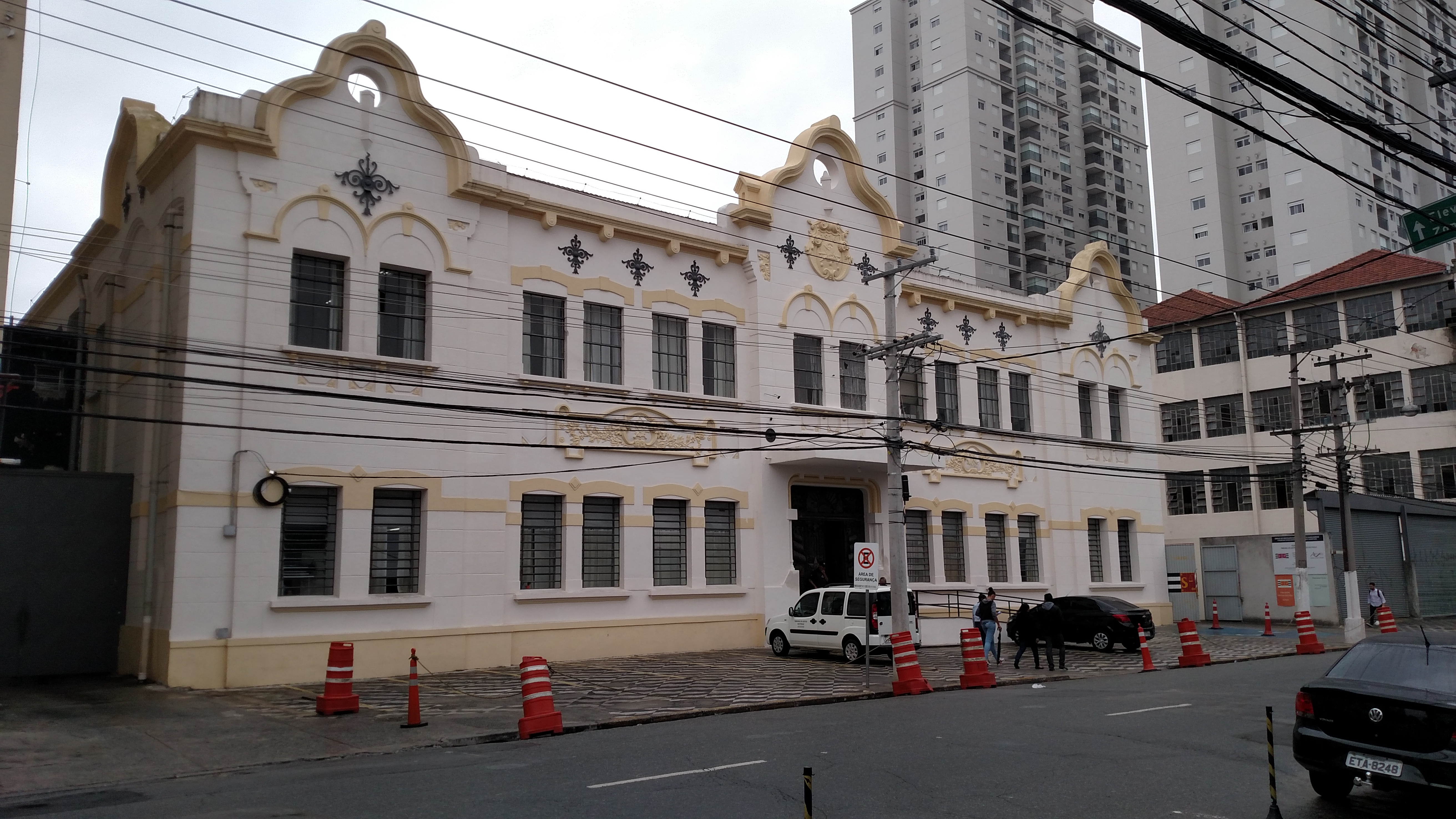
Vista lateral atual do prédio da Primeira Escola Profissional Masculina, construída em 1917 no bairro do Brás em São Paulo (SP), Brasil. Restaurado, o prédio hoje funciona como um Fórum de Varas Especiais da Infância e da Juventude

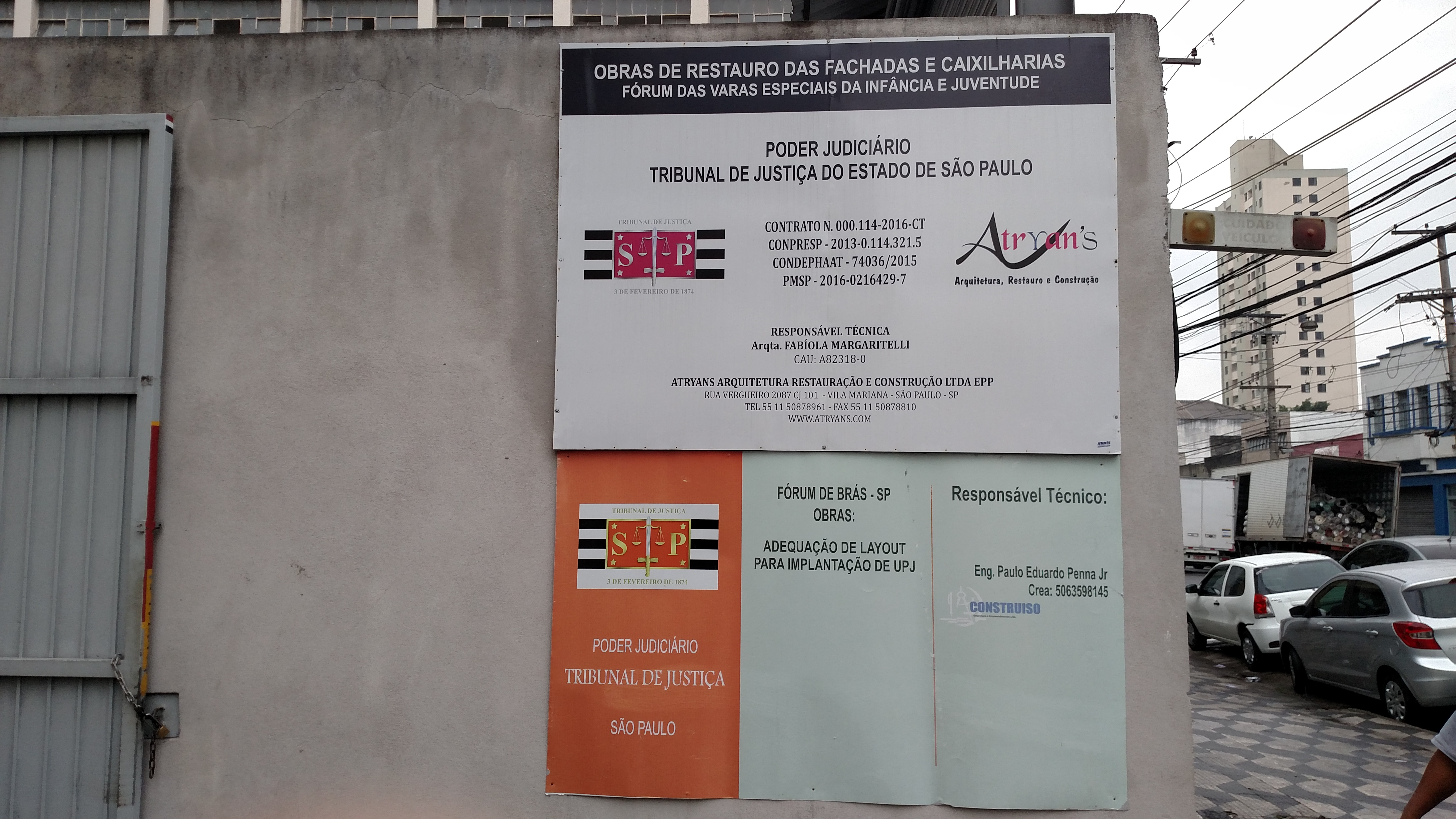
Placa que indica obras de restauro da Primeira Escola Profissional Masculina, construída em 1917 no bairro do Brás em São Paulo (SP), Brasil.

A Escola Profissional Masculina foi criada pelo Governo do Estado de São Paulo por meio do Decreto nº 2118-B publicado em 28 de setembro de 1911. De acordo com o decreto, a escola seria destinada ao ensinamento de artes e ofícios, e foi uma das primeiras escolas públicas da cidade de São Paulo dedicadas ao ensino profissional, juntamente com a Escola Profissional Feminina, criada e regulamentada pelo mesmo decreto, mas que ensinava economia doméstica e prendas manuais às mulheres.
A Escola Profissional Masculina começou a funcionar em 1911 na Rua Müller, no Bairro do Brás, e teve sua primeira turma de alunos em 1914. Na época, a cidade de São Paulo tinha aproximadamente 500.000 habitantes e deixava de ser exclusivamente agrícola para iniciar seu processo de industrialização. No início de seus trabalhos, a escola dedicou-se aos ensinamentos de Português, Matemática, Desenho e Modelagem, matérias comuns a todos os cursos oferecidos pela instituição. Em 1917 a escola muda de endereço para a Rua Piratininga, nº 105, ainda no Brás, devido a uma decisão do então governador do Estado de São Paulo Francisco de Paula Rodrigues Alves. O governador acreditava no crescimento da demanda dos cursos ministrados pela Escola Profissional Masculina, em função da eclosão da Primeira Guerra Mundial e o consequente fim das importações. Sendo assim, em uma de suas visitas à escola, comunica ao diretor Aprigio de Almeida Gonzaga, sua decisão de construir um novo prédio para Escola Profissional Masculina, mais amplo e com aumento da sua capacidade.
No ano de 1920, por conta de outro decreto, foram introduzidos os cursos de História e Geografia do Brasil, simultaneamente às oficinas de mecânica, carpintaria, pintura, funilaria e eletricidade.
Existente até hoje, a Escola Profissional Masculina é chamada atualmente de Escola Técnica Estadual Getúlio Vargas, e localiza-se no bairro do Ipiranga, na capital paulista. O antigo prédio da Rua Piratininga, nº 105 foi tombado pela Prefeitura de São Paulo e funciona hoje como um Fórum de Varas Especiais da Infância e da Juventude do Tribunal de Justiça do Estado de São Paulo.

## História
Fundada em 1911, a Primeira Escola Profissional Masculina tinha alunos com idade mínima de 12 anos e com curso primário ou equivalente concluído. Os cursos oferecidos eram os de artes industriais: marcenaria, serralheria, pintura, mecânica e outras. Como as verbas governamentais não eram suficientes para manter a escola, seções industriais foram criadas em 1917 para produzir receita. Professores, mestres e alunos produziam sob encomenda e obtinham ganhos por meio da venda dos produtos. Neste mesmo ano a escola é transferida para a Rua Piratininga, nº 105, e é obrigada a suspender temporariamente suas atividades por conta de uma epidemia de gripe, e passa a funcionar como hospital. A escola voltaria a ser fechada em 1924, devido à rebelião tenentista em São Paulo.
Em pouco tempo de existência a escola torna-se referência e um instituição de projeção nacional, em virtude da competência dos profissionais lá formados e das produções dos alunos. Entre elas estão o primeiro automóvel brasileiro, apelidado de "A Baratinha", em 1917 e caldeirões e granadas que receberiam cargas explosivas no departamento de Química da Escola Politécnica para a Revolução Constitucionalista de 1932.
Em 1940, foi aprovado o acordo para a organização de cursos rápidos para o preparo de operários industriais. Durante a década de 1940, por ser referência na capital paulista, autoridades do governo brasileiro e também de outros países visitam a escola. Dentre as autoridades brasileiras está Getúlio Vargas, que marcou presença no prédio da Primeira Escola Profissional Masculina nos anos de 1940 e 1941. Com isso, como forma de homenagem ao ex-presidente do Brasil, a escola é renomeada e passa a chamar Escola Técnica Getúlio Vargas.
Desde o início de seu funcionamento, a escola teve diversos nomes: Escola Profissional Masculina (1911-1931), Escola Profissional Industrial (1931-1933), Instituto Profissional Masculino (1933 - 1942), Escola Técnica de São Paulo (1942 - 1943), Escola Técnica Getúlio Vargas (1943 - 1965) e Colégio Industrial Estadual Getúlio Vargas (1965 - 1972), Centro Interescolar de Ensino Técnico (1972 – 1976), Centro Estadual Interescolar “Getúlio Vargas” (1976 – 1982). Atualmente, recebe o nome de Escola Técnica Estadual Getúlio Vargas, e está localizada no Ipiranga.
Em 1964, a escola é desmembrada, tendo os cursos básicos e o ginásio industrial transferidos para as atuais ETE Rocha Mendes e ETE Martin Luther King. Os cursos técnicos do 2º  grau migram para a ETE Getúlio Vargas.
Em 1971, o Departamento de Ensino Técnico do Governo do Estado de São Paulo deixa de existir e a responsabilidade das escolas técnicas são passadas para a rede de Ensino Básico da Secretaria de Educação.

## Nomes de destaque formados pela Escola Profissional Masculina
Muitos artesão e artistas foram formados nos cursos de pintura, desenho e estudos artísticos , da Escola Profissional Masculina. Entre eles:
Alfredo Volpi (1896 - 1988);
Aldo Bonadei (1906 - 1974);
Alfredo Rizzotti (1909 - 1972);
Mario Zanini (1907 - 1971);
Francisco Rebolo (1902 - 1980);
Manoel Martins (1911 - 1979).

## Formação técnica e moral
Fundadas em meio ao processo de difusão do ensino para os trabalhadores e seus filhos na Primeira República, as escolas técnicas e profissionais não só pregam a formação técnica de uma sociedades que está se acostumando com o processo de industrialização, mas também aposta na formação moral do aluno. A ideia era formar "bons cidadãos" após o recente fim da escravidão no Brasil.
Por esse motivo, o cursos duravam, em média, três anos e tinham em sua grade curricular as disciplinas de português, geografia, aritmética, entre outras, além das aulas práticas nas oficinas. A principal matéria do curso era o desenho pois, além de possibilitar ao aluno a execução de projetos, estimulava a firmeza da observação, que tem reflexo direto na formação moral do aluno.

## Características
Localizado na rua Piratininga, 105 e com o prédio número 85 anexo (hoje unidade da Fundação Casa), a edificação tinha dois pavimentos e o prédio anexo, o térreo mais cinco pavimentos. Entre 1912 e 1917 o prédio é construído com base em uma arquitetura de padrão eclético e com referência aos preceitos educacionais da época da Primeira República. As características do prédio da Primeira Escola Profissional Masculina tinham aspecto renovador e deixavam para trás aspectos do colonialismo para entrar cada vez mais no período da industrialização e da modernização.
O padrão arquitetônico apresenta uma fachada com simetria e proporcionalidade diretamente atrelados à escola clássica e ao Barroco.

## Tombamento
O Conselho Municipal de Preservação do Patrimônio Histórico, Cultural e Ambiental da Cidade de São Paulo (CONPRESP), resolveu, em 2016, tombar o edifício da Escola Profissional Masculina e atual Fórum do Brás de Varas Especiais da Infância e da Juventude, localizado na Rua Piratininga, nº 105. Esse processo determinou a preservação das características arquitetônicas externas da edificação e da configuração do pátio interno e também dos forros de madeira, escada de acesso ao pavimento superior e placas comemorativas do hall de entrada do prédio.
O processo de tombamento do edifício da Escola Profissional Masculina foi motivado, de acordo com o documento oficial publicado pela Prefeitura do Município de São Paulo e pelo CONPRESP, pelas seguintes considerações: " a importância do ensino profissionalizante para a capacitação da mão de obra para o comércio e a indústria desde o início da industrialização em São Paulo", "a Escola Profissional Masculina faz parte do conjunto das primeiras escolas técnicas e profissionalizantes do Estado de São Paulo e da capital, segundo a Lei Estadual n.º 1.214, de 24/10/1910 e Decreto Estadual nº 2118-B de 28 de setembro de 1911" e pelo " importante papel da Escola Profissional Masculina na formação de artesãos e artistas que se tornam, posteriormente, nomes destacados nas artes visuais brasileiras, como Alfredo Volpi e os Gêmeos".